# Congé menstruel en France
Le congé menstruel en France, pour les femmes en cas de règles douloureuses, ne fait pas l'objet d'une disposition légistlative. À partir de 2021, ce congé spécifique est appliqué dans certaines entreprises ou collectivités territoriales.

## Historique
Selon un sondage de l'Ifop de 2021, les Françaises sont favorables à 68 % à l'instauration d'un congé menstruel ; ce taux monte à 78 % chez les 15-19 ans. La coopérative montpelliéraine La Collective, qui compte une cinquantaine de salariés, revendique le fait d'être la première entreprise française à avoir accordé, en 2021, un congé menstruel facultatif à ses salariées (un jour par mois),. Les associations féministes françaises portent peu cette revendication, craignant que sa généralisation n'entraîne des discriminations à l'embauche. Certaines communes, menées par Saint-Ouen-sur-Seine à partir de 2023, expérimentent le dispositif dans un cadre local. 
Sur la base de ces initiatives publiques et privées, une proposition de loi, portée par la sénatrice socialiste Hélène Conway-Mouret, visant à instaurer pour les femmes souffrant de règles douloureuses un arrêt menstruel d'un à deux jours par mois, sans délai de carence, avec la possibilité de télétravailler ou d'adapter le poste de travail, est examinée le 15 février 2024 mais est rejetée par le Sénat. Pour Frédéric Valletoux, ministre délégué chargé de la Santé et de la Prévention, ce projet de loi présente deux inconvénients potentiels : « la préservation de la confidentialité » et une « discrimination à l’embauche ».
En mars 2024, une proposition de loi est rejetée en commission à l’Assemblée nationale. Il était prévu un maximum de treize jours d’arrêt maladie par an, sans jour de carence et sous réserve de présentation d'un certificat médical pour des règles « incapacitantes ».
Sans attendre une mesure législative, des dizaines de collectivités territoriales mettent en place de telles mesures de congés depuis 2023, mais la plupart sont déférées par les préfectures devant la justice administrative et invalidées.

## Analyses
Selon la gynécologue Brigitte Letombe, opposée à la mise en place de ce congé, « les femmes ne doivent pas rester chez elles en cas de règles insupportables à chaque cycle », et doivent consulter : « Contrairement à une croyance populaire, il n'est pas normal d'avoir mal pendant cette période. Cela peut cacher une pathologie plus grave, comme l'endométriose. Selon l'Institut national de la santé et de la recherche médicale, 40 % des femmes qui souffrent de douleurs chroniques pelviennes intenses, notamment au moment des règles, en sont atteintes ».

## Reférences
1. ↑  Aude Lorriaux, « Congé menstruel : Les Françaises y sont favorables à 68 % », sur 20minutes.fr, 30 mars 2021 (consulté le 30 mars 2021).
2. 1 2  Camille Richir, « Un congé menstruel pour des salariées », La Croix, no 41985,‎ 14 avril 2021, p. 12.
3. ↑  AFP, « Vers un congé menstruel en France », Le Point,‎ 10 avril 2023 (lire en ligne, consulté le 27 juillet 2023)
4. ↑  Guillaume Deleurence, « L’arrêt menstruel, "un sujet de société et de santé publique" », sur POLITIS, 14 février 2024 (consulté le 15 février 2024)
5. ↑  « Le Sénat écarte la mise en place d'un «congé menstruel» en cas de règles douloureuses », Le Figaro,‎ 15 février 2024 (lire en ligne, consulté le 6 avril 2024).
6. ↑  « Congé menstruel : pourquoi le Sénat s’oppose-t-il à un arrêt de travail en période de règles ? », La Nouvelle République du Centre-Ouest,‎ 16 février 2024 (lire en ligne, consulté le 6 avril 2024).
7. ↑  « Congé menstruel : une proposition de loi rejetée en commission à l’Assemblée nationale », Le Monde,‎ 28 mars 2024 (lire en ligne, consulté le 6 avril 2024).
8. ↑  Sarah Bosquet, « Face à la censure des congés menstruels par la justice, des collectivités tentent de résister », mediapart.fr,‎ 18 août 2025 (lire en ligne , consulté le 20 août 2025).
9. ↑  Clémence Levasseur, « Débat : Faut-il proposer aux femmes un congé menstruel ? », Le Parisien,‎ 14 avril 2017 (lire en ligne, consulté le 6 avril 2024).